# Pieter Bastiaan Bouman

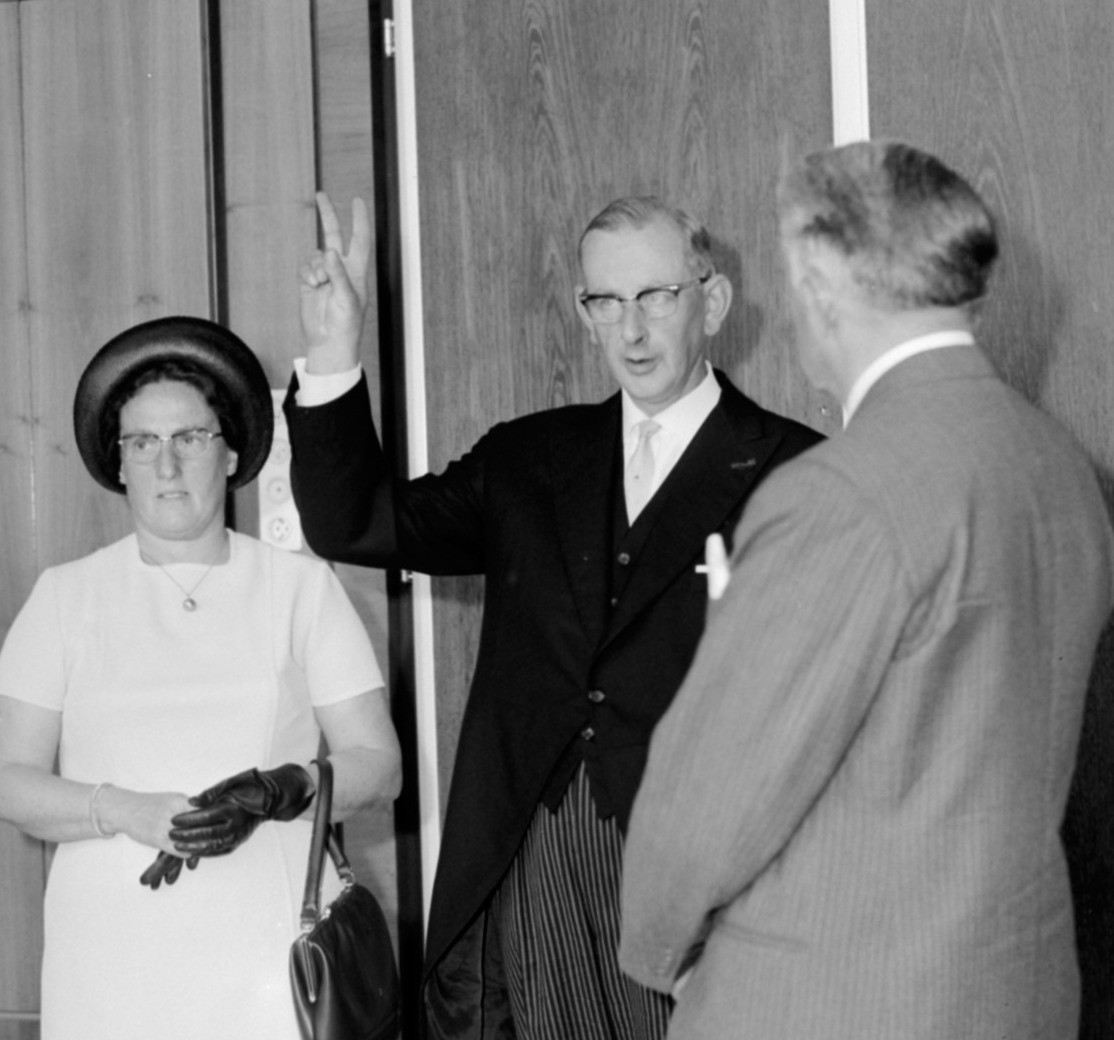
Beëdiging van Pieter Bastiaan Bouman tot burgemeester van de gemeente De Lier

Pieter Bastiaan Bouman (Rotterdam, 5 augustus 1913 – 1 april 1989) was een Nederlands politicus van de ARP.
Hij werd geboren als zoon van mr. Pieter Bastiaan Bouman (1876-1954) die werkzaam was als advocaat. Zelf had hij een ambtelijke loopbaan. Zo werkte hij bij de gemeentesecretarie van Schiebroek en nadat die gemeente in 1941 was opgegaan in de gemeente Rotterdam ging hij in 1942 als ambtenaar werken bij de hulpsecretarie van Overschie. Bouman was daar adjunct-commies voor hij in augustus 1959 burgemeester van Willemstad werd. In de zomer van 1968 volgde zijn benoeming tot burgemeester van  De Lier. Vijf jaar later werd hem vanwege gezondheidsproblemen ontslag verleend. In 1989 overleed Bouman op 75-jarige leeftijd.